# Quần đảo Toscana
Quần đảo Toscana là một chuỗi các hòn đảo nằm biển Ligure và Tyrrhenus, phía tây của Toscana, Ý.
Quần đảo này bao gồm các đảo Gorgona, Capraia, Elba (hòn đảo lớn nhất trong các đảo), Pianosa, Montecristo, Giglio, và Giannutri; tất cả đều được bảo vệ như một phần của Vườn quốc gia Quần đảo Toscano.
Gần như các đảo cùng một số thành phố lớn là những địa điểm du lịch yêu thích. Với những người yêu thích lịch sử và văn học, hầu hết mọi người đều đã quen thuộc với hai hòn đảo Elba (nơi hoàng đế Napoléon Bonaparte đã từng bị lưu đày) và Montecristo (hòn đảo gắn với cuốn tiểu thuyết nổi tiếng Bá tước Monte Cristo của Alexandre Dumas).
Một số đảo nhỏ trong quần đảo trong đó quan trọng nhất là đảo Palmaiola. Những đảo khác gồm Scoglio d'Africa, Formiche di Grosseto, Cerboli, Gemini, Scoglietto di Portoferraio, La Scola, Argentarola, Sparviero và Isolotto di Porto Ercole.

## Hình ảnh

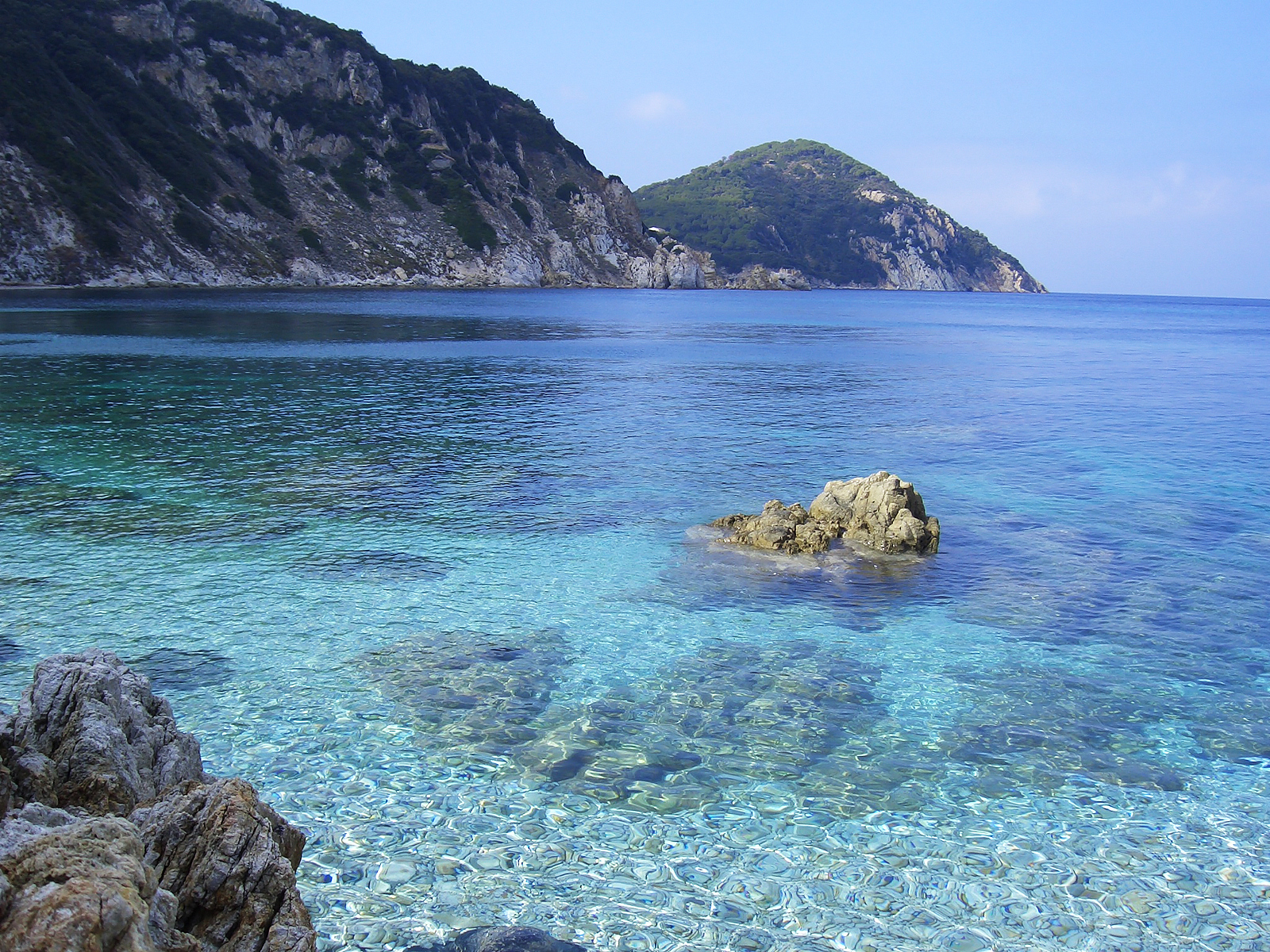
L'Enfola, đảo Elba
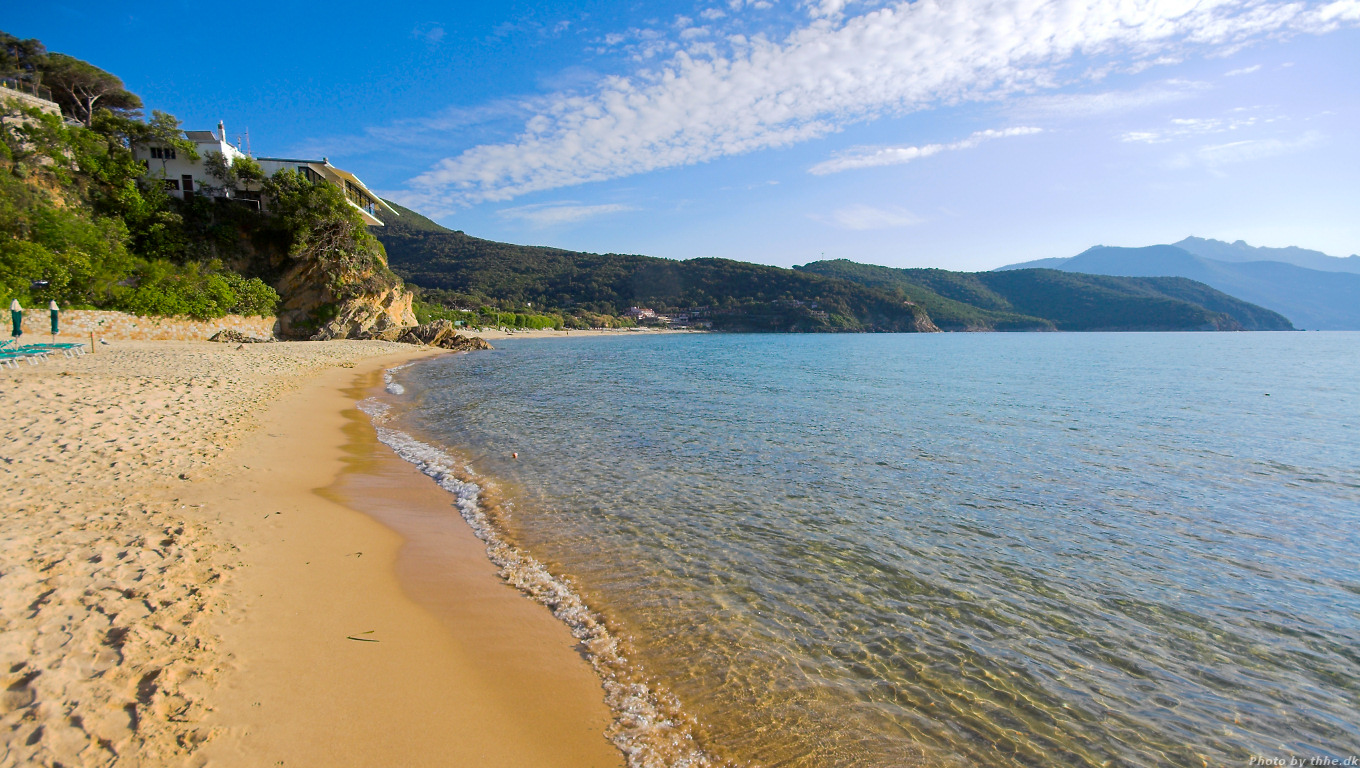
Bãi biển Scaglieri, đảo Elba
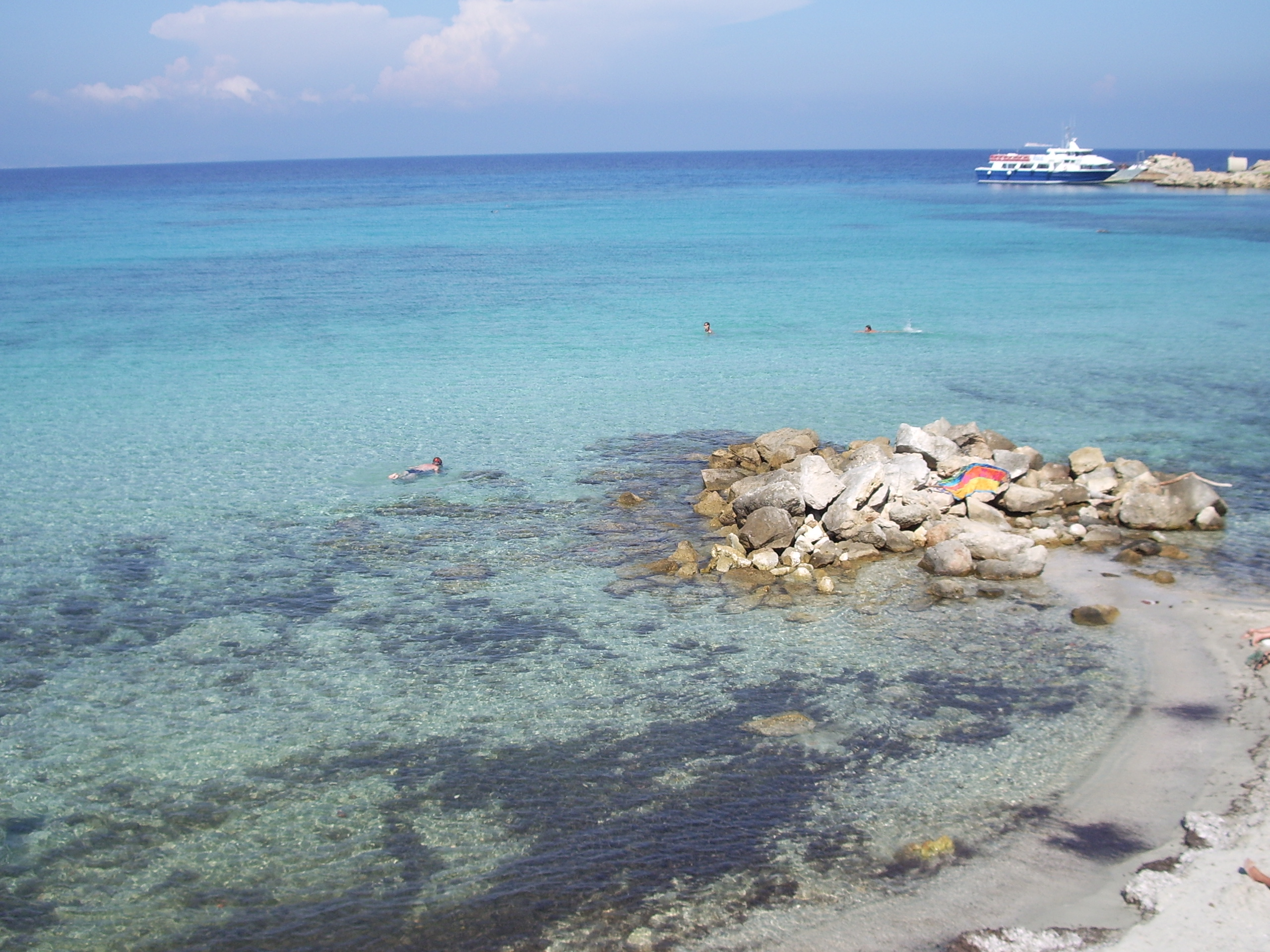
Cala Giovanna, đảo Pianosa
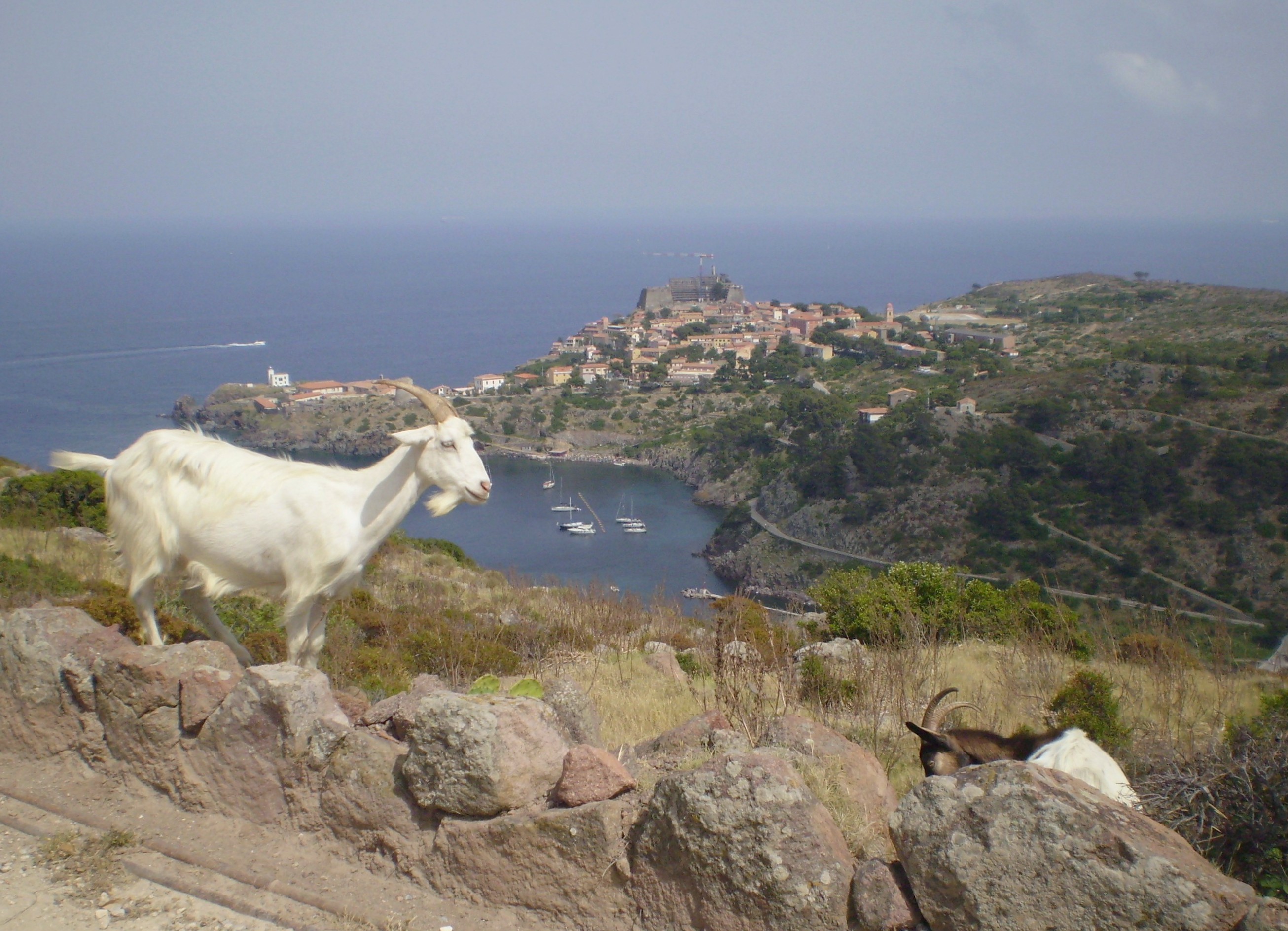
Ngôi làng Capraia, là khu vực dân cư chính của đảo Capraia
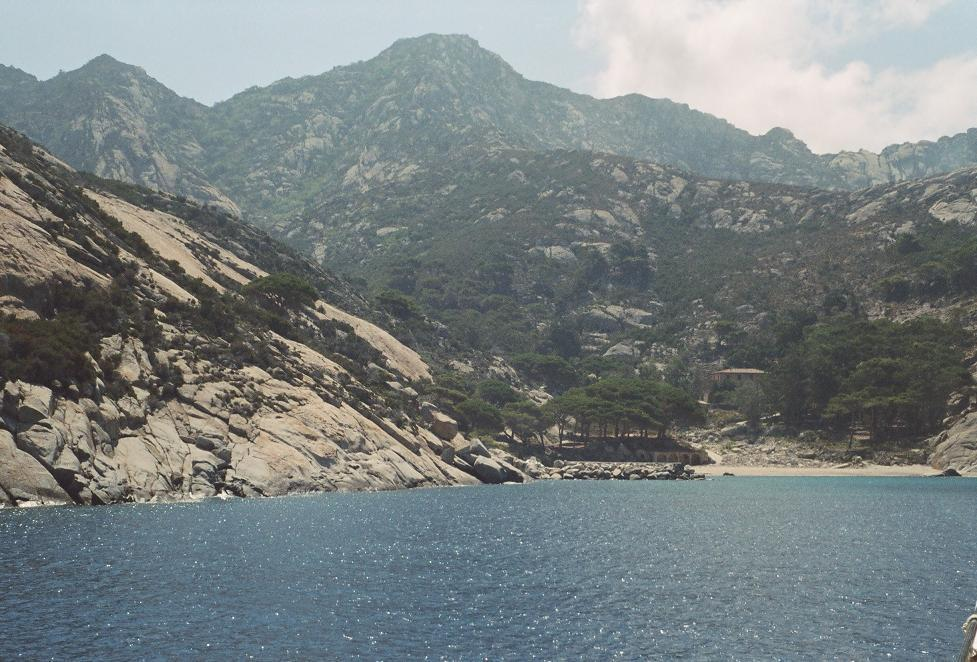
Đảo Montecristo
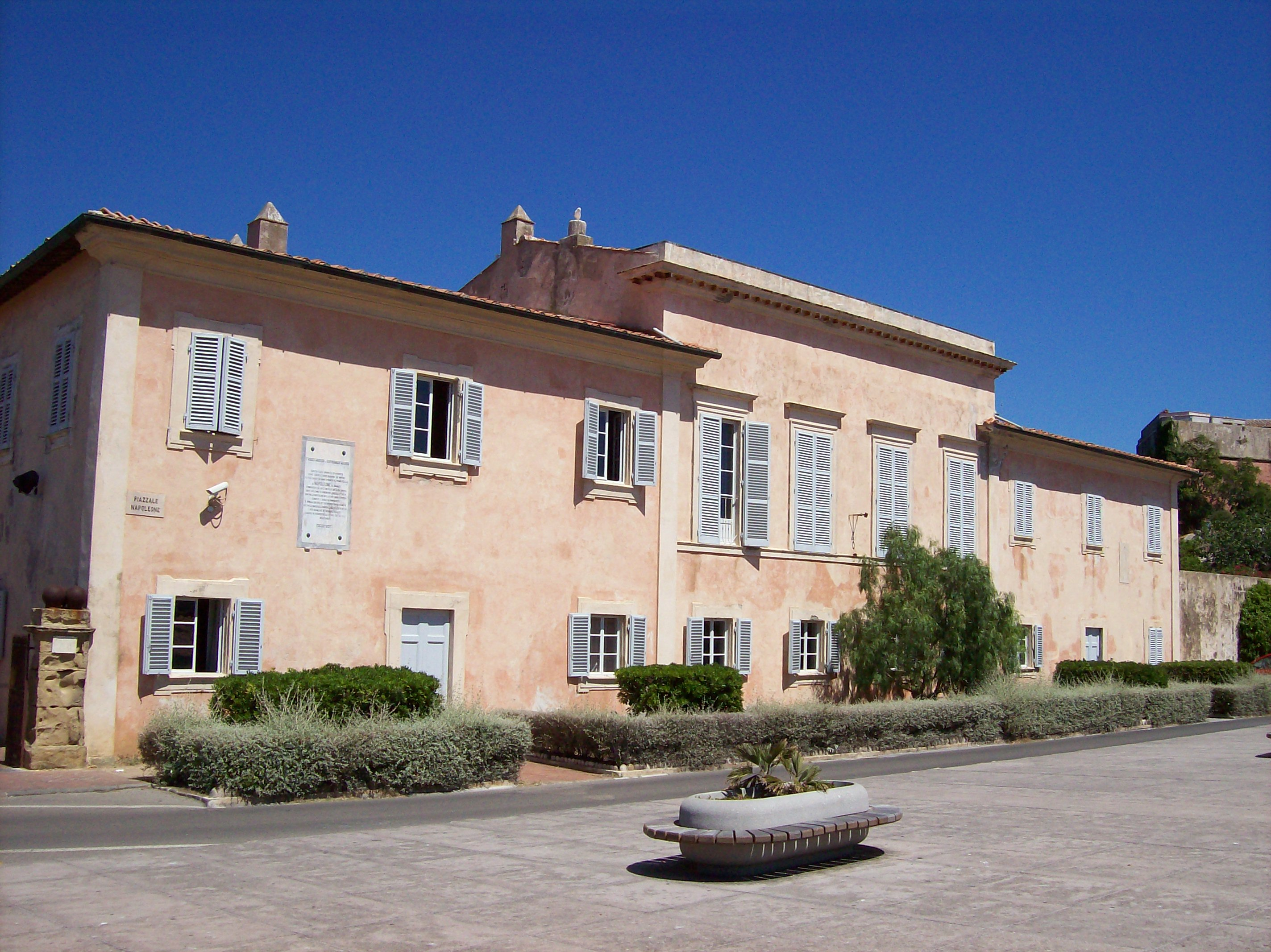
Nhà của Napoleon trên đảo Portoferraio.
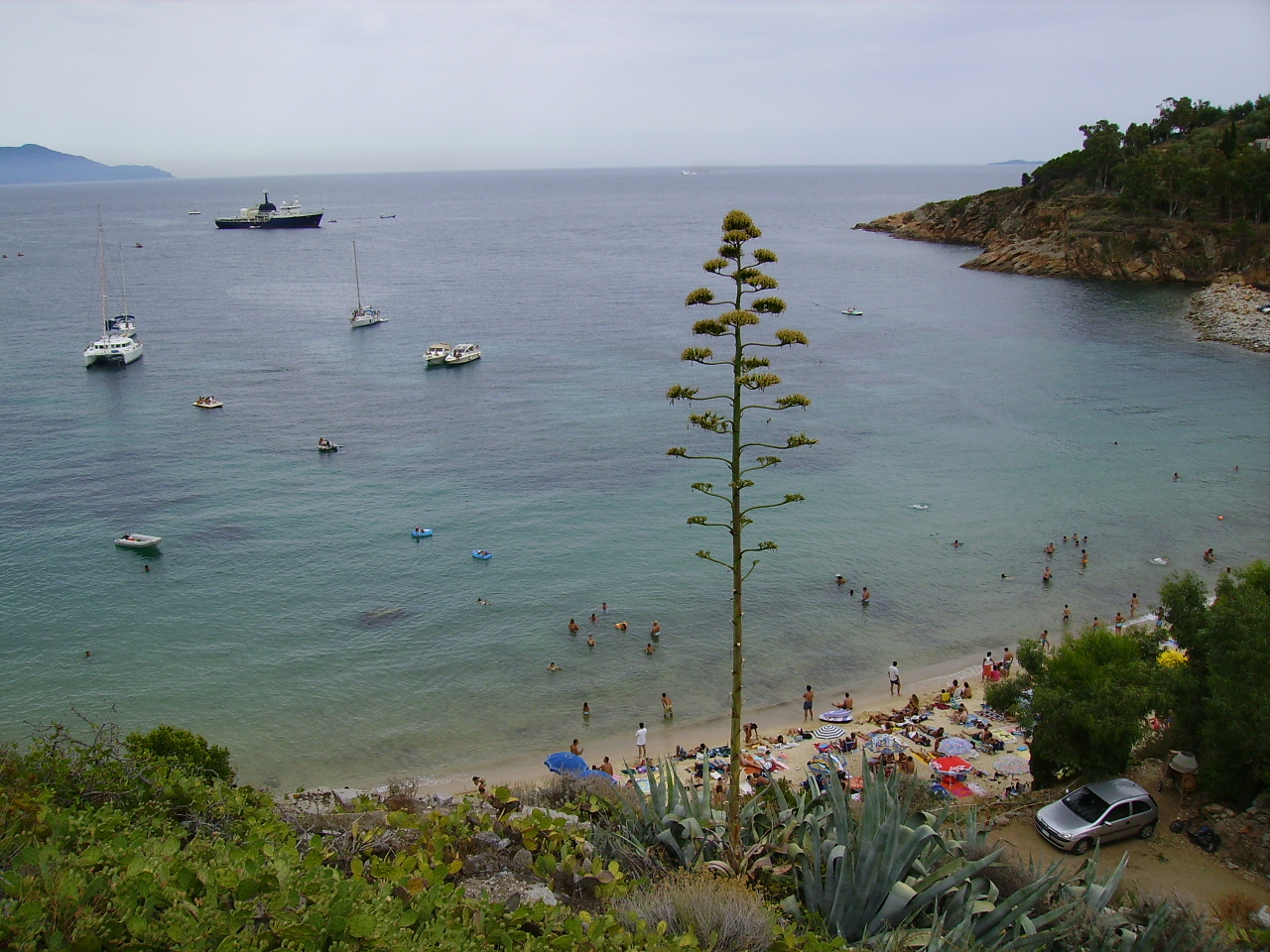
Bãi biển Cannelle, Giglio
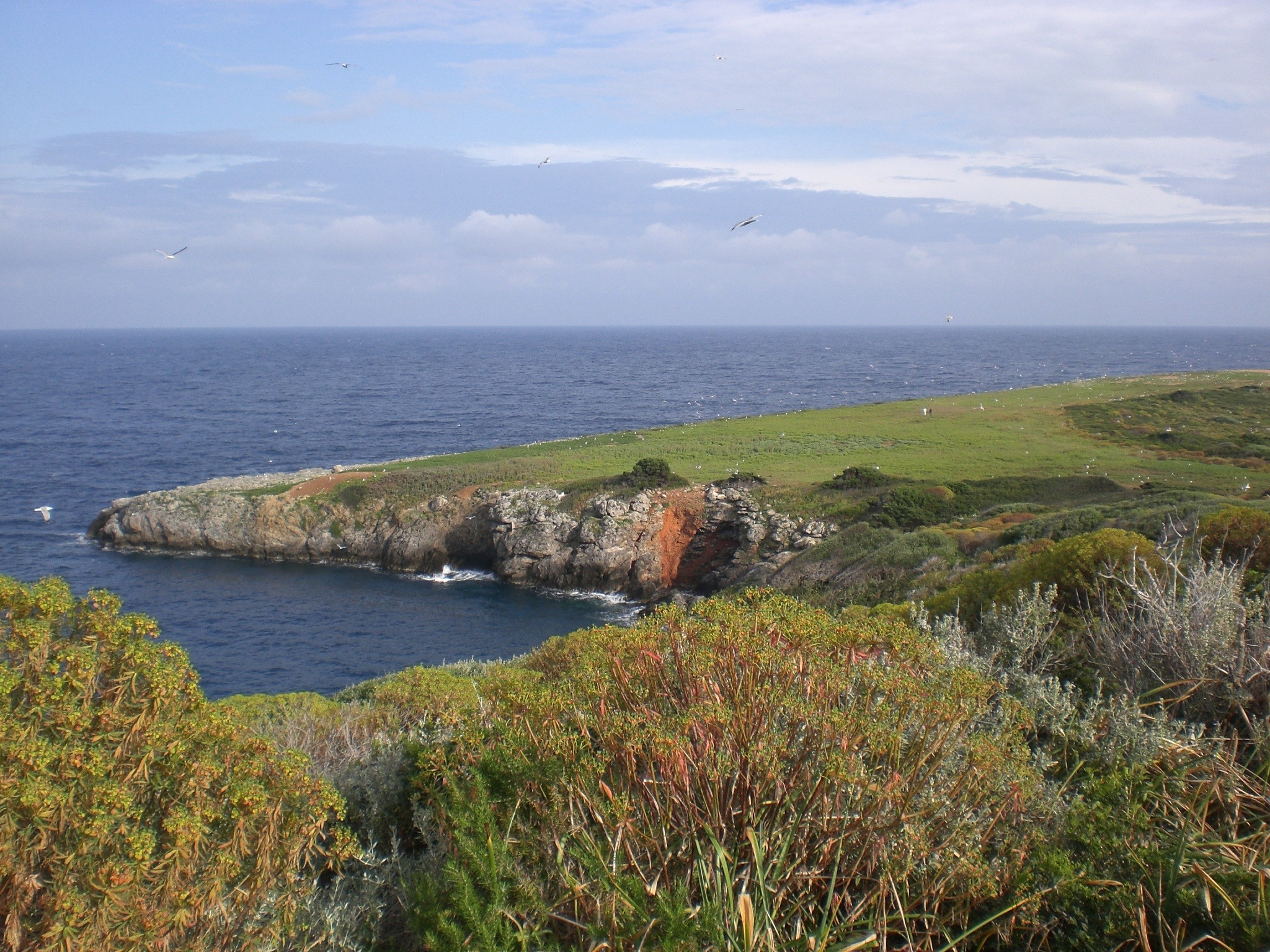
Bờ biển Giannutri
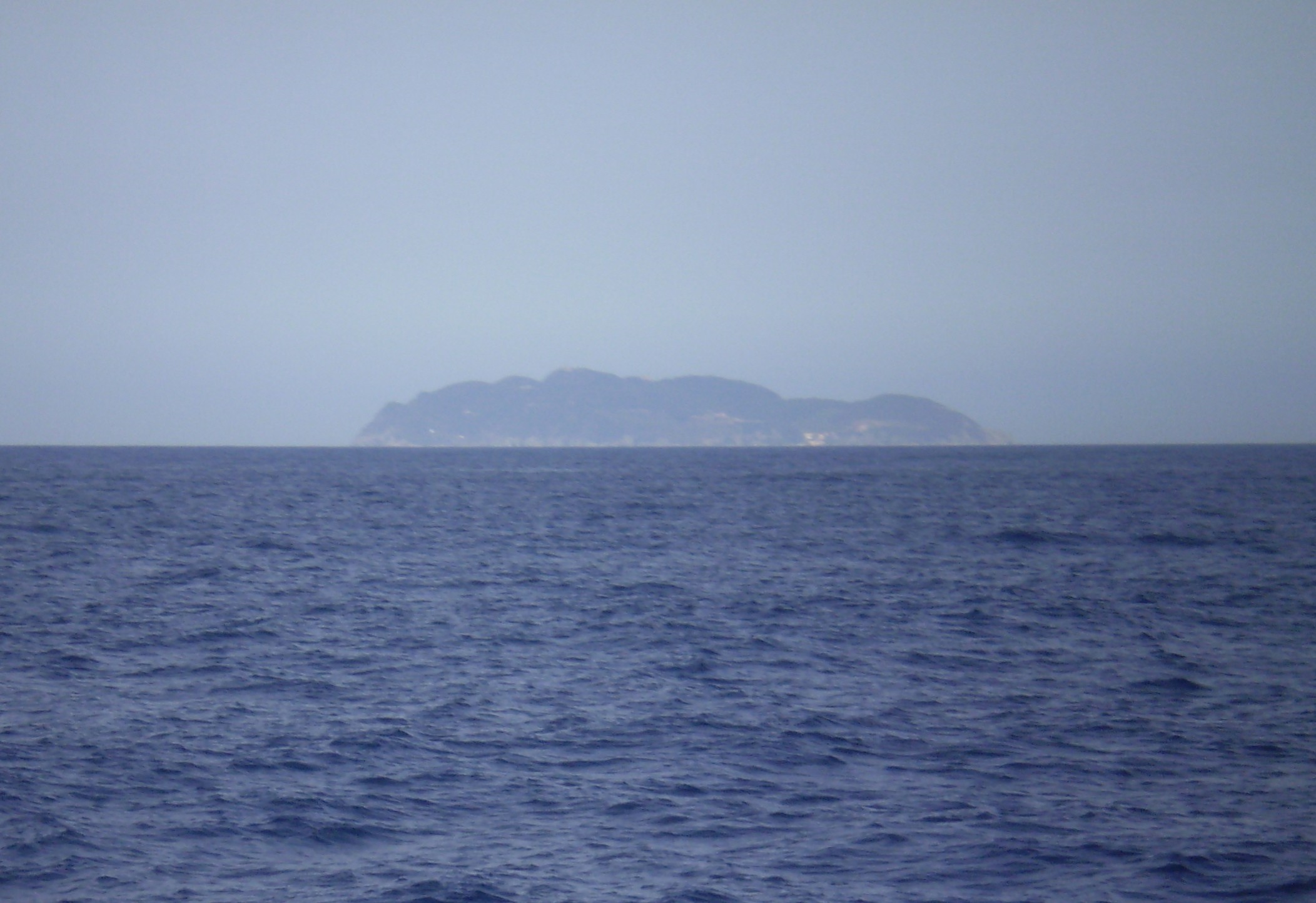
Đảo Gorgona
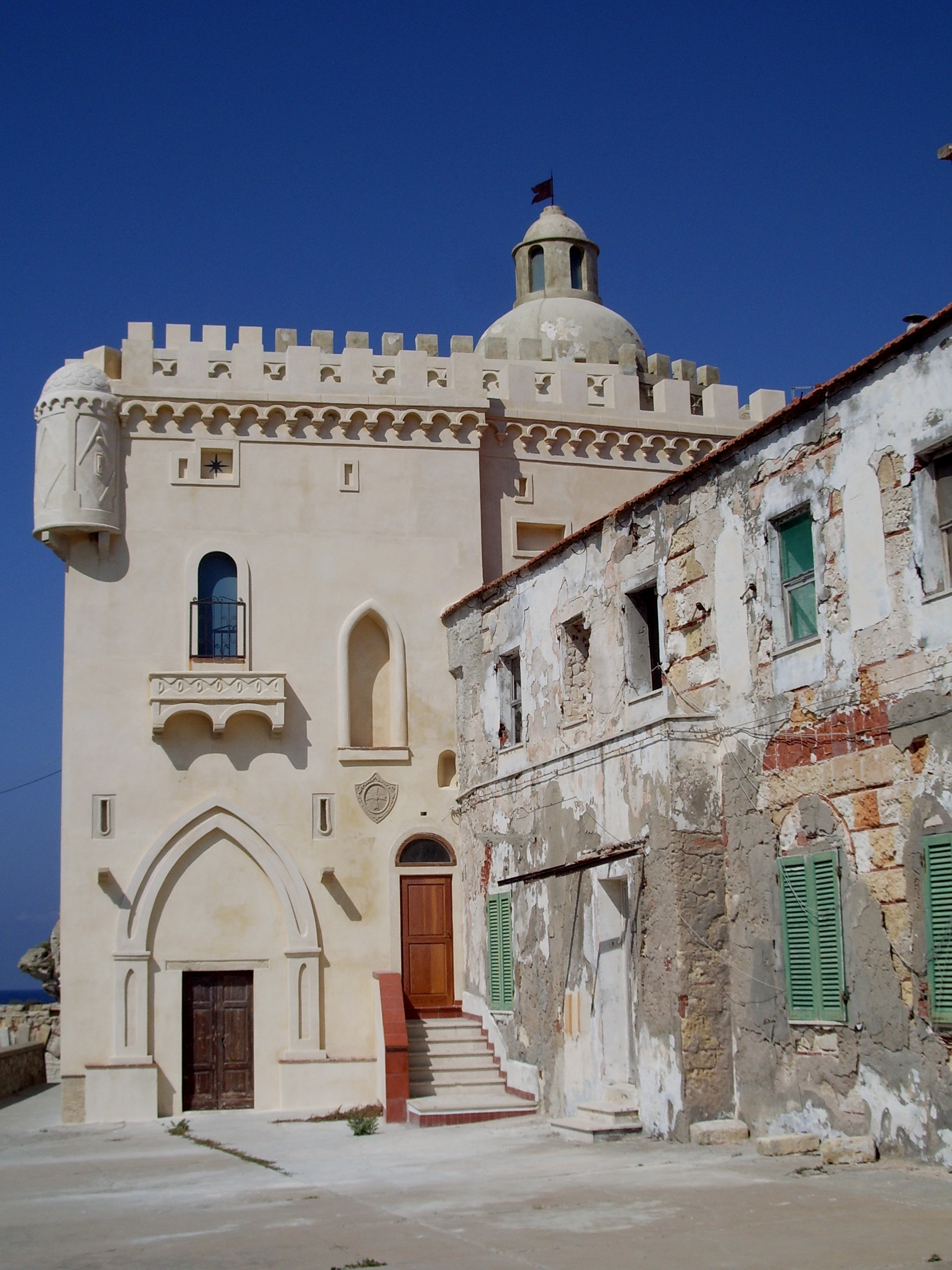
Palazzo della Specola, đảo Pianosa